# Echinosaura orcesi
Echinosaura orcesi là một loài thằn lằn trong họ Gymnophthalmidae. Loài này được Fritts, Almendáriz & Samec mô tả khoa học đầu tiên năm 2002.